# 8109 Danielwilliam
8109 Danielwilliam è un asteroide della fascia principale. Scoperto nel 1995, presenta un'orbita caratterizzata da un semiasse maggiore pari a 2,3213559 UA e da un'eccentricità di 0,1907124, inclinata di 24,69900° rispetto all'eclittica.